# Irena Wiszniewska-Białecka
Irena Wiszniewska-Białecka (* 6. Juli 1947 in Warschau; † 23. Mai 2018) war eine polnische Juristin und Richterin am Gericht der Europäischen Union. 
Wiszniewska-Białecka studierte von 1965 bis 1969 Rechtswissenschaft an  der Universität Warschau. Sie war unter anderem als Anwältin tätig und war Mitglied der Polnischen Akademie der Wissenschaften. 1985/1986 forschte sie  am Max-Planck-Institut für ausländisches und internationales Patent-, Urheber- und Wettbewerbsrecht in München. 2001 wurde sie Richterin am Obersten Verwaltungsgerichtshof Polens (Naczelny Sąd Administracyjny). 
Am 12. Mai 2004 wurde sie zur Richterin am „Gericht Erster Instanz“ der Europäischen Gemeinschaften (seit 2009 „Gericht der Europäischen Union“) ernannt. 2010 wurde ihre Amtszeit bis zum 31. August 2016 verlängert.